# Soubakaniédougou
Soubakaniédougou là một tổng của tỉnh Comoé ở tây nam Burkina Faso. Thủ phủ của tổng này là thị xã Soubakaniédougou. Theo điều tra dân số năm 1996, tổng này có dân số 24.136 người..

## Các thị xã và các làng
- Soubakaniédougou	(9 423 dân) (thủ phủ)
- Badara	(331 dân)
- Damana	(1 205 dân)
- Dougoudioulama	(501 dân)
- Fornofesso	(413 dân)
- Gouera	(1 924 dân)
- Gouindougouba	(1 626 dân)
- Gouindougouni	(1 254 dân)
- Katierla	(787 dân)
- Letiefesse	(1 636 dân)
- Mambire	(435 dân)
- Nafona	(773 dân)
- Panga	(2 263 dân)
- Ziedougou	(1 565 dân)